# Chromomastax rabaia
Chromomastax rabaia är en insektsart som beskrevs av Marius Descamps 1964. Chromomastax rabaia ingår i släktet Chromomastax och familjen Euschmidtiidae. Inga underarter finns listade i Catalogue of Life.